# Luis Arencibia
Pour les articles homonymes, voir Arencibia.
Luis Arencibia, né à Telde le 4 mars 1946 et mort le 22 mars 2021 à Leganés, est un sculpteur espagnol.

## Biographie et œuvres

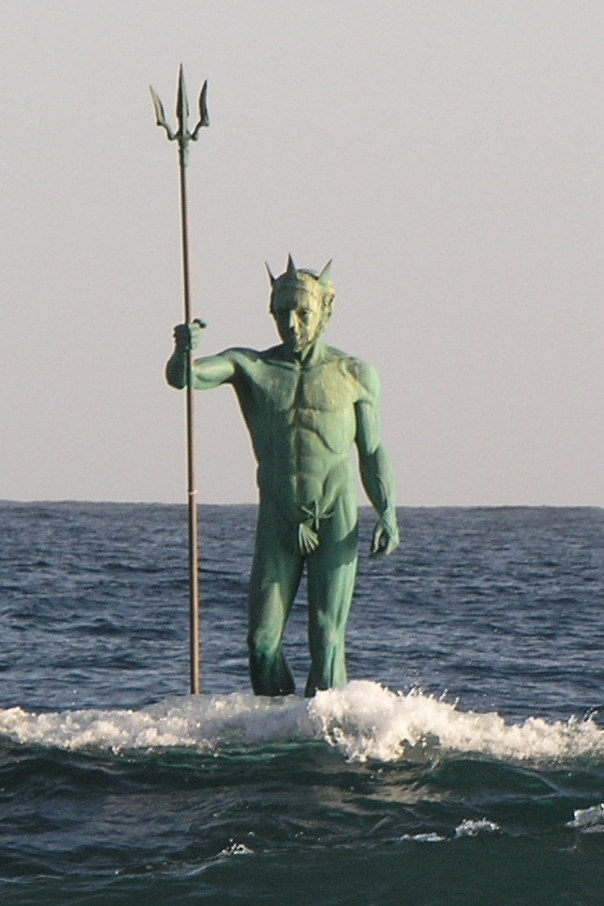
Neptuno del Puntón, au large de Telde.

Personnalité connue pour son engagement politique, Luis Arencibia est notamment l'auteur, en 2001, de la célèbre sculpture Neptuno del Puntón, également appelée Neptune sortant des flots.
L'œuvre, photographiée par les touristes du monde entier, est présentée au large de la plage de Melonera, dans sa ville natale de Telde.
Elle est devenue aujourd'hui l'une des attractions touristiques de la Grande Canarie, malgré les difficultés de maintenance et de restauration liées au tempêtes maritimes.

## Postérité
Le Musée des Sculptures de Leganés, à Madrid, porte son nom en sa mémoire.